# Bad Rud
Bād Rūd (farsi بادرود) è una città dello shahrestān di Natanz, circoscrizione di Emamzadeh, nella Provincia di Esfahan. Aveva, nel 2006, una popolazione di 14.391 abitanti.